# 4882 Divari
4882 Divari (1977 QU2) là một tiểu hành tinh vành đai chính được phát hiện ngày 21 tháng 8 năm 1977 bởi Chernykh, N. S. ở Nauchnyj.